# Emil Erlenmeyer
Richard August Carl Emil Erlenmeyer (Taunusstein, 28 de junho de 1825 — Aschaffenburg, 22 de janeiro de 1909) foi um químico alemão.
Foi o inventor do balão de Erlenmeyer, recipiente usado na química para preparar e guardar soluções para filtragens, titulações, etc.